# Paul Götze
Paul Götze (ur. 13 listopada 1903, zm. 24 stycznia 1948 w Krakowie) – zbrodniarz hitlerowski, członek załogi obozów koncentracyjnych Auschwitz-Birkenau i Buchenwald oraz SS-Rottenführer.

## Życiorys
Urodzony w Halle, z zawodu był malarzem pokojowym. Od 1937 należał do NSDAP, a od 1942 do SS. W lipcu 1942 Götze został przydzielony do obozu w Auschwitz-Birkenau, gdzie pełnił najpierw służbę jako strażnik i nadzorca grup roboczych. Następnie od lutego do maja 1943 był Blockfhrerem w Auschwitz I, a od maja 1943 do sierpnia 1944 pełnił identyczną funkcję w obozie cygańskim w Brzezince. W sierpniu 1944 Götze został przeniesiony do obozu w Buchenwaldzie.
Wprawdzie więźniowie uznawali go za jednego z łagodniejszych esesmanów pełniących służbę w obozie oświęcimskim, ale mimo to Götze brał aktywny udział w mordowaniu Żydów (zwłaszcza pochodzących z Czech) i niezdolnych do pracy więźniów w komorach gazowych Brzezinki. Przy akcjach tych był wyjątkowo brutalny (zwłaszcza przy wyładowywaniu transportów i ładowaniu na ciężarówki ofiar przeznaczonych do gazowania). Brał udział w likwidacji obozu cygańskiego w sierpniu 1944.
W pierwszym procesie oświęcimskim 22 grudnia 1947 Najwyższy Trybunał Narodowy w Krakowie skazał Götzego na śmierć przez powieszenie. Wyrok wykonano w krakowskim więzieniu Montelupich.